# Lloro encaputxat
El lloro encaputxat (Pyrilia haematotis) és una espècie d'ocell de la família dels psitàcids que habita el bosc i la selva humida del sud de Mèxic, Amèrica Central i nord-oest de Colòmbia.